# دوري غويانا الفرنسية لكرة القدم 2016–17
دوري غويانا الفرنسية لكرة القدم 2016–17 هو موسم من دوري غويانا الفرنسية لكرة القدم. فاز فيه US de Matoury ‏.